# Friedhof (St. Leon)
Der Friedhof von St. Leon, einem Teilort der Gemeinde St. Leon-Rot im Rhein-Neckar-Kreis in Baden-Württemberg wurde 1840 angelegt und später mehrfach erneuert.

## Geschichte

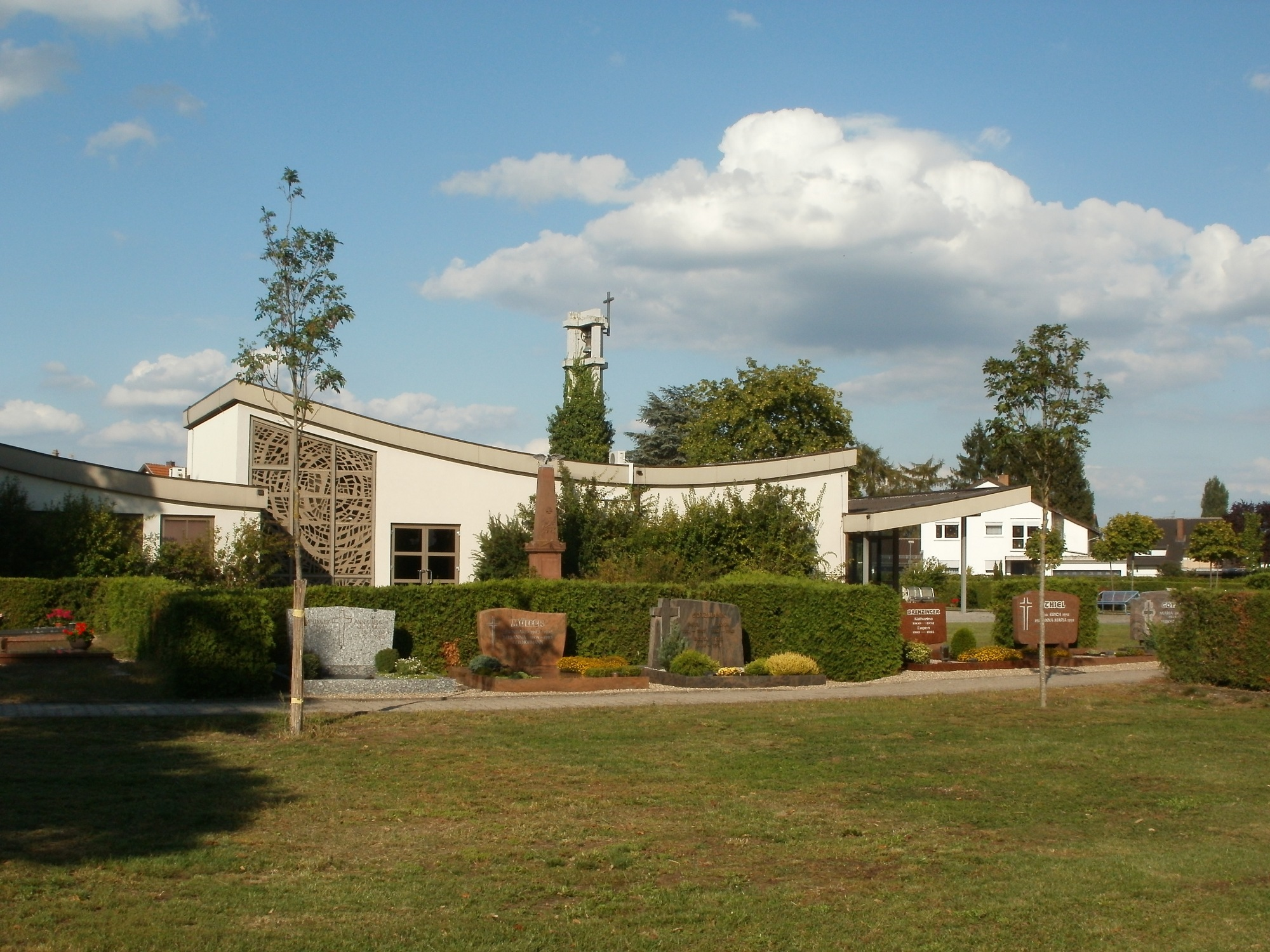
Friedhofskapelle

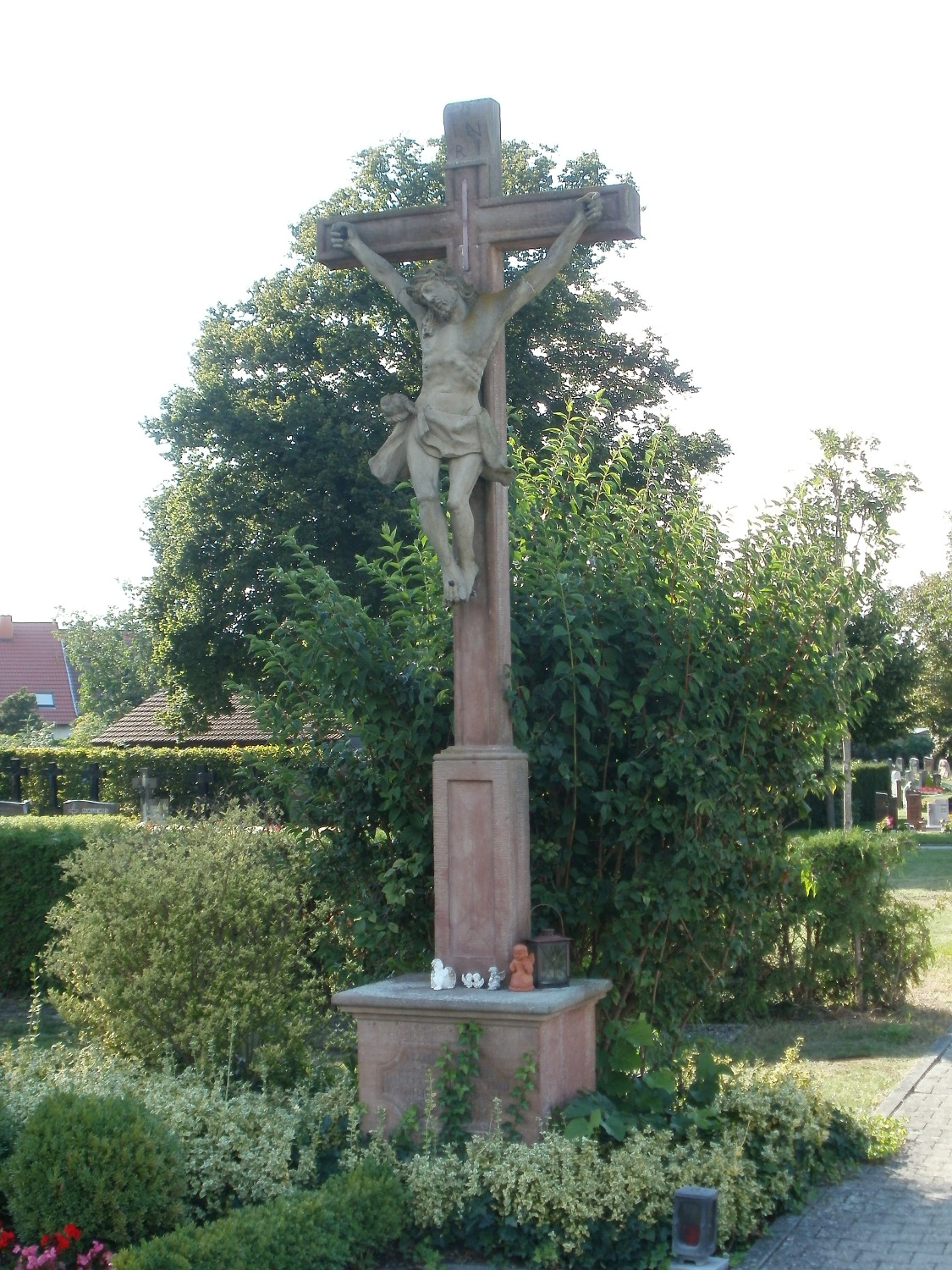
Friedhofskreuz

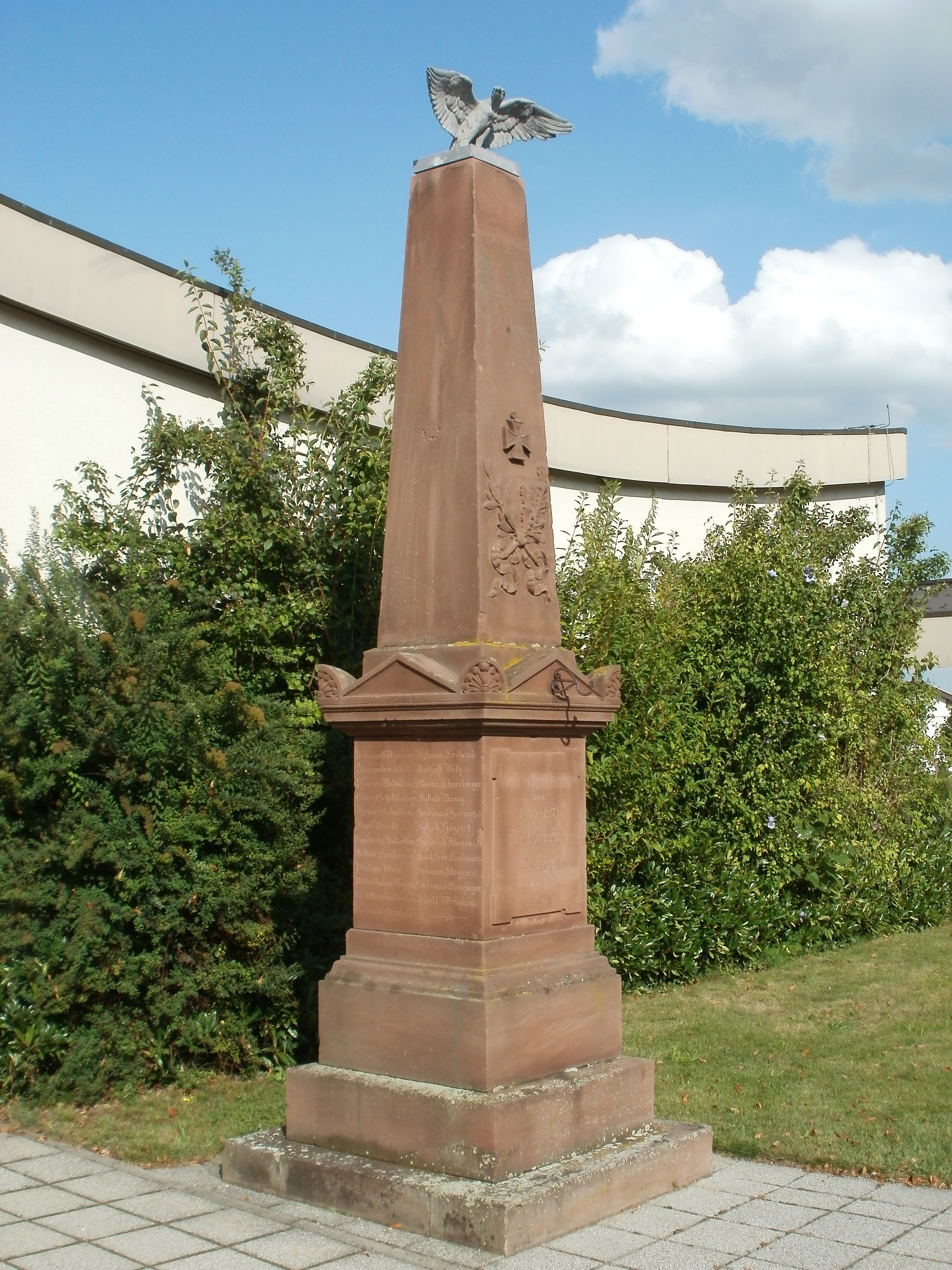
Kriegerdenkmal 1870/71

Der ursprüngliche Friedhof des Ortes befand sich um die alte Kirche St. Leo. Als im 19. Jahrhundert die Einwohnerzahlen stiegen, reichte der Platz um die Kirche nicht mehr aus, so dass 1840 ein neuer Friedhof am damaligen Ortsrand an der Pfalzstraße angelegt wurde. Der Maurermeister Wendelin Seiband erhielt den Auftrag zum Abriss des Tors und eines Teils der Mauer des alten Friedhofs sowie zum Bau der Mauer des neuen Friedhofs. Das alte Tor sollte am neuen Friedhof wieder verwendet werden.
Zum ersten Totengräber wurde Johann Georg Bopp, der auf dem zunächst noch wenig belegten Friedhof auch Klee anbaute, woher die Bezeichnung Bopps Kleeacker für den Friedhof rührt. Die erste Bestattung fand im Oktober 1840 statt, als man den nur wenige Wochen alten Knaben Konrad Zang, Sohn des Engelwirts Franz Josef Zang (1806–1865) zu Grabe trug.
1868 wurde der Friedhof erstmals erweitert, als die Gemeinde 18 Ar angrenzende Grundstücke für 150 Gulden erwarb und darauf das dritte Feld anlegte. Dort wurden insbesondere die Ortsgeistlichen bestattet und befand sich einst ein großes Kruzifix. Eine steinerne Pietà vom Grab des 1882 verstorbenen Pfarrers Weindel hat sich auf diesem Feld erhalten. Bei der Erweiterung des Friedhofs erhielt der Torbalken seine (Rück-)Datierung 1840. 
1902 erfolgte eine neuerliche Erweiterung um 34 Ar für das vierte und fünfte Feld. Im vierten Feld reservierte man Gräber für die Teilnehmer des Deutsch-Französischen Krieges. Zwar hatte es unter den Kriegern von 1870/71 aus St. Leon keine Gefallenen gegeben, doch hatte man die Kriegsteilnehmer auch mit einem im Jahr 1900 in der Markstraße aufgestellten Denkmal geehrt, das später auf den Friedhof versetzt wurde. 1911 erhielt der Friedhof eine Lourdes-Grotte. Im Ersten Weltkrieg reservierte man abermals Gräber für gefallene Söhne des Ortes, aber die wenigsten von diesen wurden dann auch in der Heimaterde beigesetzt.
1920 erfolgte eine weitere Vergrößerung des Friedhofs um 21 Ar. Das große Tor wurde versetzt und bei der Gärtnerei ein zusätzliches kleines Tor eingebaut.
Im Zweiten Weltkrieg gab es mehrere Bestattungen von Kriegsopfern, darunter ein amerikanischer Flieger, sechs in ihrem beschossenen Auto verbrannte BASF-Mitarbeiter und mehrere gegen Ende des Krieges bereits in Gefangenschaft durch Beschuss ums Leben gekommene deutsche Soldaten. Der Amerikaner und einer der deutschen Soldaten wurden später in andere Friedhöfe umgebettet.
1968 wurde der Friedhof modernisiert. Er erhielt eine Friedhofskapelle, Parkplätze entlang der Wallgrabenstraße, befestigte Wege und eine immergrüne Hecke als Umgrenzung in Ergänzung zur alten Ummauerung des ältesten Teils. Die bis dahin bestehenden sonstigen Teilumfriedungen aus Backsteinmauern und Zäunen wurden demontiert, ebenso wurde auch das alte Tor abgebaut.